# Lazac Lokvarski
Lazac Lokvarski je naselje u Hrvatskoj u općini Lokvama. Nalazi se u Primorsko-goranskoj županiji.

## Zemljopis
Jugozapadno je Lokvarsko jezero, istočno je rezervat šumske vegetacije Debela lipa - Velika Rebar, jugoistočno su Lokve, Sleme, Sopač i park-šuma Golubinjak.

## Stanovništvo
Na popisu stanovništva 2011. godine, Lazac Lokvarski je imao 18 stanovnika.
| broj stanovnika |       |       | 13    | 9     | 7     | 12    | 16    | 5     |       | 24    | 45    | 45    | 22    | 34    | 22    | 18    | 18    |
|                 | 1857. | 1869. | 1880. | 1890. | 1900. | 1910. | 1921. | 1931. | 1948. | 1953. | 1961. | 1971. | 1981. | 1991. | 2001. | 2011. | 2021. |